# Provincia de Malleco

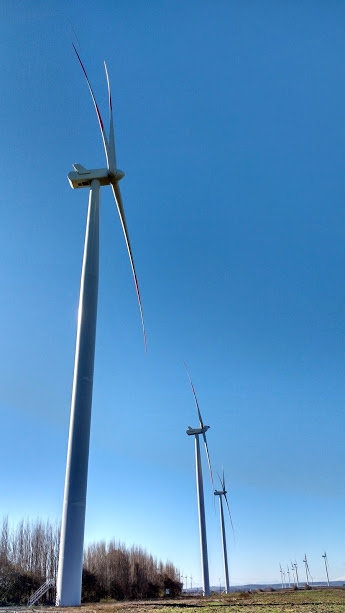
El parque eólico Renaico es una de las principales fuentes energéticas renovables de la región.

Malleco (Mapudungún: Agua gredosa) es una provincia de la República de Chile situada entre los 37º33'S y los 38º55'S, al norte de la Provincia de Cautín, conformando ambas la Región de La Araucanía. La población estimada al 30 de junio de 2005 es de 223 184 habitantes, según el Instituto Nacional de Estadísticas. Las comunas más importantes en términos demográficos son Angol, Victoria, Collipulli y Traiguén.

## Historia
Con el Proceso de Regionalización de la década de 1970, se crea la IX Región de la Araucanía,
Mediante el Decreto Ley 1.213 de 27 de octubre de 1975, (publicado en D.O. el 4 de noviembre de 1975) se dividen las regiones del país en provincias: Así la Región de la Araucanía está compuesta por las Provincias de Malleco y Cautín (formada a partir de la antigua provincia de Cautín).

## Clima
La Cordillera de la Costa actúa como biombo climático generando así un clima mediterráneo, con lluvias concentradas principalmente en Invierno y cuatro o cinco meses secos en verano. En el noroeste de la provincia, donde se dan las mayores alturas de esa cordillera, se manifiesta un aumento en la duración del periodo seco en comparación con el resto de la región y una temperatura media de 13 °C, también elevada. En el valle longitudinal, especialmente al sur de Victoria y la precordillera andina, se presenta un clima templado lluvioso, por el alejamiento relativo del mar. Las temperaturas medias en esta zona varían entre 23 °C máximo durante la estación seca y 2 °C mínimo durante el mes más frío. En el sector cordillerano, a la altura de Lonquimay (a 900 m sobre el nivel del mar) la temperatura media anual es de 8 °C.

## Economía
Dentro de la economía provincial destaca la agricultura, principalmente la producción de trigo. En el último tiempo, la producción forestal ha experimentado un incremento importante, en especial la plantación de eucalipto y pino. La Industria de la Celulosa también es una de las de mayor producción, debido al emplazamiento en Mininco de CMPC Celulosa Planta Pacífico.
Se trata de la provincia más pobre del país, con un 35,1 % de la población viviendo bajo la línea de la pobreza, de acuerdo a la encuesta Casen de 2009.
En 2018, la cantidad de empresas registradas en la provincia de Malleco fue de 2914. El Índice de Complejidad Económica (ECI) en el mismo año fue de -0,15, mientras que las actividades económicas con mayor índice de Ventaja Comparativa Revelada (RCA) fueron Servicios de Forestación (60,57), Servicio de Roturación de Siembra y Similares (29,43) y Cría de Porcinos (26,64).

## Turismo
En la provincia se ubica el parque nacional Nahuelbuta, enclavado en lo más alto de la cordillera homónima, el cual posee un gran atractivo turístico por su vegetación.

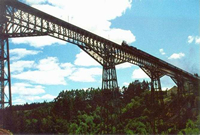
Monumento Nacional Viaducto del Malleco (Collipulli).

## Comunas
La Provincia de Malleco está dividida en 11 comunas, de las 32 de la región, las cuales corresponden a:
- Angol
- Collipulli
- Curacautín
- Ercilla
- Lonquimay
- Los Sauces
- Lumaco
- Purén
- Renaico
- Traiguén
- Victoria

## Autoridades
Las autoridades son nombradas directamente por el Presidente de la República y se mantienen en su cargo mientras cuenten con su confianza.

### Gobernadores Provinciales (1990-2021)

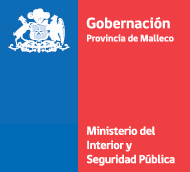
Logotipo de la Gobernación de la Provincia de Malleco hasta 2021.

Los siguientes fueron los gobernadores provinciales de Malleco.
| Gobernador(a)                  | Partido | Partido | Inicio                  | Final                   | Presidente(a) | Presidente(a)           |
| ------------------------------ | ------- | ------- | ----------------------- | ----------------------- | ------------- | ----------------------- |
| Roberto Parant Pouchucq        |         | PDC     | 11 de marzo de 1990     | 11 de marzo de 1994     |               | Patricio Aylwin         |
| Roberto Parant Pouchucq        |         | PDC     | 11 de marzo de 1994     | 11 de marzo de 2000     |               | Eduardo Frei Ruíz-Tagle |
| Víctor Domingo Alonqueo Maza   |         | PDC     | 11 de marzo de 2000     | 29 de diciembre de 2000 |               | Ricardo Lagos           |
| Mario Venegas Cárdenas         |         | PDC     | 29 de diciembre de 2000 | 15 de diciembre de 2004 |               | Ricardo Lagos           |
| Tamara Carvajal Sagredo        |         | PDC     | 15 de diciembre de 2004 | 11 de marzo de 2006     |               | Ricardo Lagos           |
| Rubén Quilapi Cabrapan         |         | PS      | 11 de marzo de 2006     | 10 de diciembre de 2008 |               | Michelle Bachelet       |
| Jorge Saffirio Espinoza        |         | PDC     | 11 de diciembre de 2008 | 11 de marzo de 2010     |               | Michelle Bachelet       |
| Jorge Rathgeb Schifferli       |         | RN      | 11 de marzo de 2010     | 1 de julio de 2011      |               | Sebastián Piñera        |
| José Enrique Flores Caballieri |         | Ind.    | 1 de julio de 2011      | 22 de junio de 2012     |               | Sebastián Piñera        |
| Erich Baumann Frindt           |         | Ind.    | 22 de junio de 2012     | 11 de marzo de 2014     |               | Sebastián Piñera        |
| Andrea Parra Sauterel          |         | PPD     | 11 de marzo de 2014     | 10 de noviembre de 2016 |               | Michelle Bachelet       |
| Guillermo Pirce Medina         |         | PDC     | 10 de noviembre de 2016 | 21 de julio de 2017     |               | Michelle Bachelet       |
| Benigno Quiñones               |         | PDC     | 21 de julio de 2017     | 11 de marzo de 2018     |               | Michelle Bachelet       |
| Víctor Manoli Nazal            |         | RN      | 11 de marzo de 2018     | 18 de diciembre de 2019 |               | Sebastián Piñera        |
| Juan Carlos Beltrán Silva      |         | RN      | 13 de enero de 2020     | 20 de noviembre de 2020 |               | Sebastián Piñera        |
| Katia Guzmán Geissbühler       |         | RN      | 20 de noviembre de 2020 | 14 de julio de 2021     |               | Sebastián Piñera        |

### Delegado Presidencial Provincial (Desde 2021)

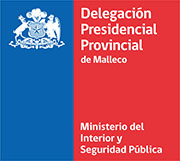
Logotipo de la Delegación Presidencial Provincial de Malleco desde 2021.

Nuevo cargo que reemplaza la figura de Gobernador provincial.
| Delegado(a)                    | Partido | Partido | Inicio                  | Final                    | Presidente(a) | Presidente(a)    |
| ------------------------------ | ------- | ------- | ----------------------- | ------------------------ | ------------- | ---------------- |
| Katia Guzmán Geissbühler       |         | RN      | 14 de julio de 2021     | 11 de marzo de 2022      |               | Sebastián Piñera |
| Leandro Reyes Sanhueza         |         | RD      | 11 de marzo de 2022     | 30 de septiembre de 2022 |               | Gabriel Boric    |
| Irle Andrea Parra Sauterel     |         | PPD     | 1 de octubre de 2022    | 15 de noviembre de 2024  |               | Gabriel Boric    |
| Verónica López-Videla Pino (s) |         | FA      | 15 de noviembre de 2024 | 9 de diciembre de 2024   |               | Gabriel Boric    |
| Alfonso Sagredo Acuña          |         | PS      | 9 de diciembre de 2024  | 10 de diciembre de 2024  |               | Gabriel Boric    |
| Leopoldo Rosales Neira         |         | PS      | 10 de diciembre de 2024 | En el cargo              |               | Gabriel Boric    |